# Pablo Besson
Pablo Enrique Besson (4 de abril de 1848 - 30 de diciembre de 1932) fue un reconocido pastor, activista, misionero bautista, erudito bíblico, y escritor suizo. Pablo Besson es considerado como el iniciador de la Convención Evangélica Bautista Argentina. Es conocido por su traducción del Nuevo Testamento, la primera de toda Latinoamérica, hecha del griego al castellano. Besson ha sido reconocido por todo el movimiento protestante argentino, por su lucha a favor de la libertad religiosa.

## Biografía
Besson nació el 4 de abril de 1848 en Nods, Cantón de Berna, cerca de Neuchatel, Suiza. Su padre era pastor en a la Iglesia Reformada de Suiza. A los 22 años, Besson fue nombrado pastor de la Iglesia Reformada suiza el 12 de octubre de 1870, en donde se sumó al movimiento por separar la iglesia del estado. Fue pastor suplente en diferentes lugares hasta que renunció, en conjunto con otros pastores de la Iglesia oficial de Suiza y fundaron la Eglise évangélique neuchâteloise indépendante de l'Etat (Iglesia evangélica de Neuchatel independiente del estado).
Por invitación, Besson decidió irse a Francia para servir en la ciudad de Lyon, en donde estuvo preso por vender Biblias. Ya en Francia, se vio en dificultades por no aceptar la censura por parte de la tradición reformada. Luego de estudiar a fondo los principios bautistas, Besson decidió ser parte de la Iglesia Bautista.
Besson se ofreció para servir como pastor, y llegó a Esperanza (Santa Fe), Argentina el 25 de julio de 1881 (a los 33 años). A finales de 1882 se trasladó a Buenos Aires, para difundir el evangelio, e iniciar con la lucha por la libertad religiosa. En ese entonces la Iglesia católica no permitía el registro de nacimientos, matrimonios y el entierro de muertos en lugares públicos para los pertenecientes al movimiento protestante. Besson escribió artículos en "La Prensa", "La Nación", "Tribuna", "El Fígaro", "La Razón", "La Capital", etc. en los que relató casos de discriminación, los cuales fueron utilizados por liberales políticos para establecer el registro de protestantes.
Con dinero de su herencia y otras donaciones, Besson levantó el primer templo Bautista en Buenos Aires, en la calle Estados Unidos 1273.

### Cónyuge
A los 57 años, Besson contrajo matrimonio con Margarita Mealley, viuda del pastor bautista inglés George Graham.

### Educación
Besson estudió en la Facultad de Teología de la Universidad de Neuchatel con profesores como Frédéric Louis Godet, Carlos Secrètan, Felix Bovet, Ferdinand Buisson, entre otros. Besson llegó a Leipzig, y en 1868 se inscribió en la Universidad en la Facultad de Teología, en donde estudió con los profesores Konstantin von Tischendorf, Franz Delitzsch y Christopher E. Luthardt. Besson regresó de Leipzig para la Universidad de Basilea para completar su licenciatura en Teología, y obtener el título el 16 de junio de 1870.

### La traducción del Nuevo Testamento
La obra escrita más importante de Besson, es su traducción del Nuevo Testamento del griego al castellano, que apareció en un solo volumen en 1919, convirtiéndose en la primera Biblia traducida en Latinoamérica de los idiomas originales, y la primera en ser publicada. Esta traducción incluye el nombre Jehová en el texto principal en Lucas 2:15 y Judas 14, y ofrece este nombre en las notas como lectura probable en unos cien casos. Tras la muerte de Besson, se publicó una revisión de la traducción, pero se sustituyó el nombre de Dios por Señor y Dios. La traducción literal de Besson se realizó a partir del Textus Receptus, con revisiones del tipo textual alejandrino, y Besson eliminó textos como la Coma Joánica y la palabra "Dios", de 1 Timoteo 3:16.

## Obra
- Pablo Besson (1894). Cartas sobre la reforma en España. Buenos Aires : Iimprenta, Calle Corrientes 716. OCLC 912421157.
- Pablo Besson (1895). Marcos Perez. Buenos Aires. OCLC 67947759.
- Pablo Besson (1910). El patronato eclesiástico. OCLC 718497243.
- Pablo Besson (1909). El nacimiento sobrenatural de Jesu-Cristo. OCLC 718654040.
- Pablo Besson (1910). La Inquisición en Buenos Aires. Buenos Aires, Impr. de J.H. Kidd. OCLC 237204598.
- Pablo Besson (1919). El Nuevo Testamento. Buenos Aires, Telleres gráficos "Schenone". OCLC 825105243.
- Pablo Besson (1948). El nuevo testamento de nuestro señor Jesucristo. Buenos Aires, Convención Evangélica Bautista. OCLC 3522811.

## Otras fuentes
- Asociación Bautista Argentina de Publicaciones (1981). Un Hombre, un pueblo: los Bautistas argentinos a cien años de la llegada de Pablo Besson. Buenos Aires, Argentina : Asociación Bautista Argentina de Publicaciones. OCLC 14701320.
- Canclini, Santiago (1933). Pablo Besson: un heraldo de la libertad cristiana. Buenos Aires: Junta de Publicaciones de la Convención Evangélica Bautista. LCCN 84237362. OCLC 18497989. Archivado desde el original el 4 de noviembre de 2020. Consultado el 4 de junio de 2021.
- Canclini, Arnoldo (1983). Cien años con Cristo en el centro. Buenos Aires: Iglesia Evangélica Bautista del Centro.
- Canclini, Arnoldo (2004). Cuatrocientos años de protestantismo argentino: historia de la presencia evangélica en la Argentina. Buenos Aires: Facultad Internacional de Educación Teológica.
- Canclini, Arnoldo (2008). Bautistas Argentinos: origen y desarrollo. Buenos Aires: Convención Evangélica Bautista de Argentina.
- Libert, Severa A. de (1961). Estudiando la vida de Besson. Buenos Aires: Junta Bautista de publicaciones.
- Orestes Marotta (1942). Recordando a don Pablo Besson. Buenos Aires : Junta Bautista de Publicaciones. OCLC 1051726723.
- Joe Tom Poe (1975). A critical examination of the Biblical thought of Pablo Besson (Disertación: Ph. D. Baylor University 1975). OCLC 23749900.

- Datos: Q100495444